# Prina
Prina is een historisch merk van motorfietsen en scooters.
De bedrijfsnaam was: Stabilimenti A. Prina, Asti (1949-1954).
Prina was een Italiaans merk dat vanaf 1949 scooters en lichte motorfietsen bouwde, die vanaf 1952 ook onder de naam Orix-Prina op de markt gebracht werden. Ze waren uitgerust met 123- tot 173cc-ILO-motoren.
Waarschijnlijk was er een relatie met het merk Orix dat in het nabijgelegen Alessandria geproduceerd werd.